# Оффштайн
Оффштайн (нім. Offstein) — громада в Німеччині, розташована в землі Рейнланд-Пфальц. Входить до складу району Альцай-Вормс. Складова частина об'єднання громад Монсгайм.
Площа — 5,64 км2. Населення становить 1911 ос. (станом на 31 грудня 2020).